# نيكولو أرميني
نيكولو أرميني (مواليد 7 مارس 2001) هو لاعب كرة قدم إيطالي يلعب كمدافع في نادي لاتسيو.

## روابط خارجية
- نيكولو أرميني على موقع قاعدة بيانات كرة القدم.إي يو (الإنجليزية)
- نيكولو أرميني على موقع ليكيب (الفرنسية)
- نيكولو أرميني على موقع عالم كرة القدم.نت (الإنجليزية)
- نيكولو أرميني على موقع AS.com (الإسبانية)